# SIG Sauer P230
La SIG-Sauer P230 è una pistola semi-automatica prodotta dalla SIG-Sauer. Fu prodotta dal 1977 fino al 1996 quando è stata sostituita dalla P232.

## Storia
La pistola SIG Sauer P230 è stata progettata con l'intento di proporla per l'uso di polizia in borghese, in quanto idonea al porto occulto (è poco più grande della Walther PPK). Tuttavia, in quegli anni, la Germania Ovest era già orientata all'utilizzo della munizione 9mm Luger per le pistole ad uso di polizia, pertanto la P230 non venne adottata. Ha avuto comunque una buona diffusione sui mercati civili come arma da difesa personale, soprattutto in quanto rinomata per affidabilità e qualità costruttiva, ma fu adottata anche da alcune forze di polizia di altri Stati, tra cui il Giappone.

## Caratteristiche
La SIG Sauer P230 funziona ad azione mista (SA/DA) tramite il classico sistema a massa battente, con canna fissa ancorata sul fusto. È dotata di leva abbatticane facilmente azionabile con il pollice della mano che impugna l'arma (se destrimano), ma presente solo sul lato sinistro del fusto, appena sotto il carrello e dietro il grilletto. Non è dotata di sicura automatica al percussore e neppure di leva hold-open, ma il carrello rimane comunque aperto a caricatore vuoto e potrà essere sbloccato manualmente.
Le prime versioni dell'arma ospitavano il sistema di blocco/sgancio del caricatore sotto l'impugnatura: si trattava di un piccolo gancio dotato di una molla, posto dietro il bocchettone del caricatore, e che andava a bloccare quest'ultimo a fine corsa di inserimento. Questa soluzione non era molto pratica in quanto necessitava l'uso di entrambe le mani per poter estrarre il caricatore dall'arma. Pertanto, alcuni anni dopo è stato implementato il classico pulsante di sgancio laterale posto sull'impugnatura, facilmente azionabile con il pollice della mano che impugna l'arma.
Le mire, rigorosamente meccaniche, nei primi modelli erano piuttosto piccole e dotate soltanto di un pallino bianco sul mirino da allineare con una singola tacca verticale bianca posta al centro della tacca di mira. Successivamente il sistema è stato migliorato implementando un rettangolo bianco sulla tacca di mira.
Si può definire una diretta concorrente della Walther PPK, infatti si differenzia solo per essere leggermente più grande. Ma questa caratteristica, nonostante i piccoli calibri impiegati, contribuisce a renderla più docile nell'uso, rispetto alle azioni di rinculo e rilevamento piuttosto "brusche" che si hanno con la Walther PPK.

## Utilizzo
- Giappone
- Svizzera
- Regno Unito
- USA